# Severna fronta po saratoški kampanji
Severni teater ameriške revolucijske vojne po Saratogi je obsegal vrsto bitk med ameriškimi revolucionarji in britanskimi silami od 1778 do 1782 med Ameriško osamosvojitveno vojno. Značilni sta bili dva glavni območji aktivnosti. Prvi del aktivnosti je bil osredotočen okoli britanske baze v New York Cityu, kjer sta si vsaka stran izmenjavali napade in protinapade na položaje druge strani, kar je včasih privedlo do pomembnih akcij. Drugi je bil v bistvu obmejna vojna v severnem delu države New Yorka in na podeželju severne Pensilvanije, kjer so v glavnem boj vodile državne milice in nekateri indijski zavezniki na ameriški strani ter lojalistične enote, ki so jih podpirali Indijanci, britanski indijski agenti in občasno britanski redni vojaki. Pomebna izjema pri večji udeležbi redne kontinentalne vojske na meji je bila Sullivanova odprava iz leta 1779, v kateri je general John Sullivan vodil vojaško ekspedicijo, ki je pregnala Irokeze iz New Yorka. Vojna med sprtimi Irokeškimi šestimi narodi je bila posebej brutalna, kar je veliko Indijancev spremenilo v begunce.
Edine druge pomembne akcije so se zgodile v Novi Angliji. Opravljen je bila kombinirana ameriško-francoska poskus, da Britance izženejo iz Newport, Rhode Islanda. Bitka pri Rhode Islandu se je končala klavrno, ko je francoska flota opustila prizadevanje; neuspeh je povzročil nekaj škode ameriško-francoskemu odnosu. Leta 1779 so Britanci vzpostavili bazo na Penobscot River v Mainu z namenom, da tam vzpostavijo lojalistično prisotnost. Država Massachusetts je odgovorila z pomorsko Penobscot odpravo, ki se je končala z popolno katastrofo.
Britanci so nadaljevali z napadi na obalne skupnosti Nove Anglije. Ena takih akcij je privedla do bitke pri Freetownu v Massachusettsu, medtem ko so druge napadle obalne skupnosti v Massachusettsu in Tryonu v Connecticutu. V bitki pri Groton Heights leta 1781 je Britance vodil domačin iz Connecticuta, bivši patriot, Benedict Arnold, ki je povzročil znatno škodo mestu.

## Britanska strategija po Saratogi
Po tem, ko je podpolkovnik John Burgoyne predal svojo vojsko po Bitki pri Saratogi oktobra 1777, je Francija vstopila v vojno, priznavajoč Združene države Amerike in sklenila vojaško zavezništvo. Francija je poslala floto in vojsko čez Atlantik, da bi pomagala Američanom, ki so se borili za neodvisnost, poleg tega pa je izvajala vojaške operacije v Karibih in Vzhodni Indiji. Francija je prav tako pritiskala na španski imperij, da bi vstopila v vojno; čeprav se to ni zgodilo do leta 1779, so španske akcije na drugih bojiščih še dodatno raztegnile britanske vojaške vire.
Te strateške spremembe so Britance prisilile, da so preusmerili svojo pozornost stran od Severne Amerike, premikali so čete, ladje in vire, da bi branili Zahodno Indijo, Indijo in druge kolonialne posesti ter se zaščitili pred grožnjo francoskega vdora v Veliko Britanijo. V Severni Ameriki so se Britanci umaknili iz Filadelfije leta 1778 in naredili New York City za sedež severnoameriškega vojaškega prizorišča. Nato so se podali na južno strategijo, v kateri so si prizadevali pridobiti nadzor nad kolonijami Georgia, Severna Karolina in Južna Karolina ter Virginia, kjer so verjeli, da je lojalistični sentiment močan. Ta aktivnost je predstavljala večino vojaške aktivnosti v Severni Ameriki do konca vojne, vendar so se akcije in spopadi dogajali iz britanskih utrdb v Quebecu, New Yorku, Rhode Islandu in Nove Škotske.
Po njihovi konsolidaciji po katastrofi pri Saratogi so Britanci začeli rekrutirati ameriške lojaliste in domorodne zaveznike v velikem številu, da bi nadomestili pomanjkanje vojaških zrtev, in jih poslali na tako napadalne pohode proti patriotskim naseljem na meji.  S svojo pomorsko prevlado so britanci izvedli tudi napade in amfibijske akcije ob novoangleški obali.

## Ameriška strategija po Saratogi
Ameriška vojaška strategija se je do neke mere širila po vstopu Francije v vojno.  Države so bile še vedno pod dominacijo večje britanske vojske, ki je kontinentalno vojsko držala v obrambi zunaj Filadelfije in New Yorka.  Britanci so se začeli umikati iz Filadelfije zgodaj leta 1778, prihod francoske flote pred Filadelfijo julija pa je povečal možnosti za ofenzivne akcije.  Medtem ko so te obsežne akcije zaposlovale vojsko, so se milice in naseljenci na severnih in zahodnih mejah New Yorka in Pennsylvanije morali spopadati z vdorom Indijancev in lojalistov, ki so jih britanci organizirali iz utrdb v Quebecu.

## Spopadi okoli New Yorka
Vsaka stran je izvajala preiskave ali zavajajoče manevre, zasnovane za to, da bi drugo stran ohranila v negotovosti in napetosti.  General Clinton je poslal enote, da "očistijo to gnezdo uporniških piratov" pri Little Egg Harborju, New Jersey. V bitki pri Chestnut Necku 6. oktobra 1778 so Britanci uničili nekatere ameriške zaloge, 15. pa presenetili "Pulaski legijo" v Little Egg Harbor pokolu.  Očitno kot zavajanje, da bi odvrnili pozornost od tega napada, je Clinton poslal enote v severni New Jersey.  Med temi premiki je 12 čet britanske lahke pehote, ki jo je vodil grof Charles Grey presenetilo in pobilo spanje enote ameriških dragoncev v "Baylor pokolu" 27. septembra.
Maja 1779 je Clinton osvojil postojanko pri Stony Point, New York, ki je varovala eno stran glavne prehodne točke na reki Hudson.  Ko je oslabil to enoto, da bi zagotovil enote za William Tryonove obalne napade, je Washington zasnoval napad za ponovno zavzetje postojanke pri Stony Point, New York. V bitki pri Stony Pointu 16. julija so trdnjavo osvojile Anthony Wayneove lahke pehotne čete. Clinton je kasneje umaknil svoje sile nazaj v New York kot del načrtovanja za invazijo na južne države.  Kasneje leta 1779 je "Light Horse" Harry Lee vodil ameriške enote v presenetljiv napad na Paulus Hook v današnjem Jersey City, New Jersey, kar je oslabilo britansko kontrolo nad severnim New Jerseyjem.
Na začetku leta 1780 je britanski napad na ameriško postojanko v Westchester County, New York povzročil približno 50 ameriških žrtev in 75 zajetih v bitki pri Young's House. Zadnja pomembna akcija v območju New Yorka je bila poskus Britancev, da ponovno prevzamejo nadzor nad severnim New Jerseyjem junija z napadom na glavni tabor kontinentalne vojske pri Morristown.  Prvi britansko-hesenski napad Wilhelm von Knyphausena je bil zablokiran v bitki pri Connecticut Farms 7. junija. Druga ofenziva Knyphausena 23. junija je bila ustavljena v bitki pri Springfieldu po trdem boju, ko se je Nathanael Greene pojavil na prizorišču s 2.000 vojaki. To je končalo britanske ambicije v New Jerseyju.
21. julija 1780 je Wayne s dvema brigadama iz Pennsylvanije in štirimi topovi napadel lojalistično utrdbo pri Bulls Ferry, New Jersey. V bitki pri Bull's Ferry je 70 lojalistov prestalo artilerijsko bombardiranje in odbilo vse ameriške napade ter povzročilo 15 mrtvih in 49 ranjenih, medtem ko so sami utrpeli le 21 žrtev.

## Obalne akcije
Severna obala ni videla velikega vojaškega delovanja po letu 1777, čeprav so Britanci izpeljali vrsto napadov na obalne skupnosti Connecticuta in Massachusettsa ter so se občasno zgodili spopadi.
Prihod francoske flote pred New York v juliju 1778 je povzročil veliko dejavnosti. Generalmajor John Sullivan je bil najprej poslan na Rhode Island, da organizira napad na od Britancev zasedenega Newporta. Britanci so v Mount Hope Bay napadli njegove zaloge, prav tako so uničili vojaške obrambe in pomembno poškodovali več skupnosti ob Mount Hope Bay. Sullivanovi napori so postali del prvega velikega poskusa francosko-ameriškega sodelovanja po tem, ko je bila ideja o napadu na New York zavrnjena. Zastali so zaradi slabega vremena in slabe komunikacije, francoske enote so prispele, vendar niso bile uporabljene, Američani pa so se med umikom po kratkem neuspešnem obleganju Newporta borili v nedoločni bitki z britanskimi silami v bitki pri Rhode Islandu. General Clinton je zbral enote iz New Yorka z namenom, da podpre garnizijo v New Yorku, vendar je prispel pred Newport šele po tem, ko so Američani bili odgnani. Clinton je namesto tega naročil te enote na napad (ki ga je prav tako vodil general Grey) proti w Bedford, Massachusetts v Martha's Vineyardu septembra. Prav tako je naročil vrsto napadov na obalo Connecticuta, ki ga je vodil William Tryon leta 1779. Najbolj uničujoč napad je bil proti New Londonu leta 1781, ki ga je vodil prej ameriški sedaj pa britanski general Benedict Arnold.
Poleti leta 1778 so britanski vojaški načrtovalci v Londonu začeli razvijati načrte za novo lojalistično naselje v Pennobscot Bayu. Odprava je bila organizirana v začetku leta 1779 in 30. maja je flota, ki je prevažala vojake in zaloge, zapustila Halifax, Nova Škotska. Prispeli so okoli dva tedna kasneje, Britanci pa so vzpostavili vrsto utrdb na vzhodni strani zaliva. Država Massachusetts je organizirala ekspedicijo, da Britance izženejo z minimalno podporo Kontinentalnega kongresa. Ta odprava se je končala v katastrofi, z uničeno celotno floto in skoraj polovico ekspedicijskih vojakov ubitih, ujetih ali ranjenih. To je bila najhujši poraz ameriške pomorske sile do 20. stoletja. Neuspeh odprave je bil pripisan pomanjkanju dobro določenega poveljevanja med kopenskimi in pomorskimi enotami ter nepripravljenost komodorja Dudley Saltonstalla, da bi se zoperstavil britanski floti, ki je prispela na pomoč.

## Mejna vojna

### Razširjena vloga domorodnih Američanov
Po Saratogi je prišlo do spopadov na meji. Pred Burgoynovo kampanjo je guverner Quebeca Guy Carleton omejil uporabo Indijancev na ozemlju Quebeca (ki je v tistem času zajemal deželo Irokezov, ki je zdaj zahodni New York, Ohio in severozahodna Pennsylvania). Carletonu je bilo vseeno ukazano od državnega sekretarja Georga Germaina, ki je imel močno politično in osebno sovraštvo do Carletona in mu je zavrnil poveljstvo, dano Burgoynu, da razširi rekrutacijo. To je Carleton storil, spodbujal je in financiral Johna Butlerja pri Fort Niagara za ta namen. Nekateri od teh rekrutov so se pridružili Burgoynu, medtem ko so drugi pristopili k Barryu St. Legerju na njegovem prav tako neuspešnem obleganju Fort Stanwixa avgusta 1777. Krvava bitka pri Oriskanyu, ki se je večinoma odvijala med domorodnimi Američani na britanski strani in milico okrožja Tryon, ki jo je spremljalo nekaj pripadnikov Oneida plemena, izpostavljene razpoke znotraj Irokeške konfederacije in označile začetek krvave notranje Irokeške državljanske vojne.
Čeprav so še obstajali plemenski interesi, ki so želeli ostati nevtralni, so glasni zagovorniki vojne, vključno z voditeljem Mohawkov Josephom Brantom in nadaljnje prepričevanje Johna Butlerja (kar je vključevalo mnoge darove in uporabo alkohola za oslabitev volje domačega prebivalstva), prepričali mnoge Irokeze, zlasti Seneke in Cayuge, da so vzeli orožje za Britance. Te sile so predvsem vodili vojni voditelji Cornplanter in Sayenqueraghta, čeprav je Brant vodil kontingent Mohawkov in manjšo enoto lojalistov, znano kot "Brantovi prostovoljci". Brantovo rekrutiranje lojalistov ga je včasih spravilo v spore z Butlerjem, ki je prav tako rekrutiral lojaliste za svoje enote rangerjev.

### Napadi v dolinah, 1778
Te sile so se ukvarjale z uničujočimi napadi na obrobne naselbine New Yorka in Pennsylvanije v dolinah Mohawk River, Susquehanna River, Delaware River in zgornjem Hudson River, znanih kot Zažig dolin. Ti napadi so imeli namen uničiti kmetije in pridelke ter motiti pretok oskrbe ameriškim silam. Te operacije so bile predvsem pod vodstvom Johna Butlerja, njegovega sina Walterja Butlerja ali pod vodstvom enega od vojnih poglavarjev domorodcev. Oskrbo so zagotavljali Britanci v Quebecu ter lojalisti in indijske skupnosti. Ti napadi so občasno prečkali v ozemlje današnjega Vermonta, ozemlja, ki ga je uradno zahteval New York, vendar je nedavno napovedal neodvisnost od New Yorka po dolgem času sporov. Mejni naseljenci so organizirali milico, da bi se branili, pri tem so jih podpirali nekateri kontinentalni vojni polski s sedežem v Fort Schuylerju, Cherry Valle] in Wyoming Valley (sedaj del Pennsylvanije, a takrat sporen del ozemlja med to državo in Connecticutom). Te obrambe so bile v veliki meri neučinkovite pri preprečevanju napadov, vendar so njihove skupnosti občasno prejele opozorila o bližajočih se napadih s strani prijateljskih Oneidov, ki so se večinoma pridružili Američanom.
Leta 1778 je Brant rekrutiral mešano silo lojalistov in Irokezov in začel svoje meje napade z |napadom na Cobleskill, New York maja 1778. Seneke so delovale v dolini reke Susquehanna, ko so prisilile naseljence iz današnjega Lycoming County, Pennsylvania v seriji dejanj, ki so postala znana kot "Big Runaway". Butlerji in Seneke so združili moči v začetku julija, da bi napadli dolino Wyoming. Čeprav Brant ni bil prisoten, so zločini, za katere se je trdilo, da so bili storjeni tam, prispevali k njegovi reputaciji kot "pošasti", Seneke pa so bile razočarane zaradi lažnih obtožb, da so storili zločine.
Brant je združil moči z nekaterimi Butlerjevimi rangerji, da bi napadel German Flatts v začetku septembra. Newyorške oblasti so na Brantove aktivnosti odgovorile z uničenjem indijskih mest Unadilla, Unadilla in Onaquaga oktobra; ta mesta so uporabljali Brant in Butlerjevu rangerji kot baze delovanja. Brant, Butlerji in nekateri Seneke so združili moči, da bi se maščevali z udeležbo v velikem napadu na Cherry Valley , New York v začetku novembra, v katerem je bilo ubitih do 30 nedolžnih ljudi. Britanske sile iz območja Montreala, pod vodstvom majorja Christopherja Carletona napadle skupnosti v zgornji dolini reke Hudson oktobra.

### Sullivanova ekspedicija, 1779
Brutalna vojna na meji je pripeljala do pozivov v Kontinentalnem kongresu, da naj vojska prevzame aktivno vlogo. V letu 1779 je Washington poslal generala Johna Sullivana na kazensko ekspedicijo za zatiranje indijskih napadov. Sullivan in njegove čete so sistematično uničevali evakuirana irokoška naselja ter uspešno pregnali Irokeze na sever v Quebec. V edini veliki akciji te ekspedicije so Sullivanove sile premagale tiste iz Butlerjeve enote in Branta v bitki pri Newtownu. Brant je vodil napade, ki so neposredno ciljali na vasi Oneida in Tuscarora, ki so prav tako podpirali ameriško stvar. To uničenje indijskih vasi z obeh strani je učinkovito depopuliralo večji del irokoškega ozemlja, saj so preživeli po napadih postali begunci, a je Sullivanova ekspedicija spodletela pri svojem cilju, da bi ustavila ali zmanjšala pogostost napadov na meji. Aprila, nekaj mesecev pred Sullivanovo ekspedicijo, je ameriški polkovnik Van Schaick vodil ekspedicijo z več kot 500 vojaki proti Onondagam, pri čemer so uničili več vas.

### Napadi se nadaljujejo
Butlerjevi možje so nadaljevali z napadi na območja mejnega New Yorka, medtem ko je Brant postal bolj aktiven na zahodni fronti ameriške revolucionarne vojne. V začetku aprila 1782 je Anne Hupp branila utrdbo Miller's Blockhouse pred napadom Shawnee indijancev več kot 24 ur v letu 1782, medtem ko je bila osem mesecev noseča, potem ko je bil njen mož umorjen in skalpiran. 
Tudi po tem, ko je bil v letu 1782 dosežen začasen mir, je Brant poskušal nadaljevati vojno, a je bil prisiljen opustiti prizadevanja, ko so Britanci prenehali z dobavami.